# Carl von Rudbeck
Carl von Rudbeck, tidigare Rudbeck, född 1657 i Uppsala församling, Uppsala län, död 3 juni 1747, var en svensk häradshövding och adlades med namnet von Rudbeck 3 oktober 1692. 

## Biografi
Rudbeck föddes 1657 i Uppsala församling. Han var son till biskopen Petrus Johannis Rudbeckius och Margareta Stiernhöök. Rudbeck blev 23 juni 1674 student vid Uppsala universitet. Han adlades 3 oktober 1692 med namnet von Rudbeck och introducerades 1693 som nummer 1252. Rudbeck blev 18 oktober 1718 häradshövding över Vadstena läns lagsagas första häradsdöme, bestående av Aska och Göstrings häraders domsaga samt Lysings och Dals häraders domsaga. Han avled 1747.

### Familj
Rudbeck gifte sig 1695 med Märta Christina Lindeberg (död 1745). Hon var dotter till översten Hieronymus Lindeberg och Ingrid Appelbom. De fick tillsammans barnen Petrus Hieronymus von Rudbeck (1695–1708), Inga Margareta von Rudbeck (1696–1774) som var gift med häradshövdingen Israel Trolle, Engel Christina von Rudbeck (1698–1780) som var gift med löjtnanten Nils Wetterström vid Östgöta infanteriregemente, Carl Anders von Rudbeck (1699–1699), Charlotta Catharina von Rudbeck (1700–1743), Anna Magdalena von Rudbeck (1702–1702), Märta Maria von Rudbeck (1707–1708) och Johan Gustaf von Rudbeck (1710–1726).
.